# 2017年東南亞運動會羽毛球比賽
2017年東南亞運動會羽毛球比赛為2017年東南亞運動會的其中一項競賽項目，共產生七面金牌；賽事於2017年8月22日至8月29日在武吉加里尔亚通体育馆舉行。

## 獎牌統計

### 國家獎牌榜
| 排名 | 国家／地区 | 金牌 | 银牌 | 铜牌 | 總數 |
| ---- | ---------- | ---- | ---- | ---- | ---- |
| 1    | 泰国       | 4    | 2    | 4    | 10   |
| 2    | 印度尼西亚 | 2    | 0    | 4    | 6    |
| 3    | 马来西亚   | 1    | 5    | 2    | 8    |
| 4    | 新加坡     | 0    | 0    | 2    | 2    |
| 5    | 越南       | 0    | 0    | 2    | 2    |
| 總數 | 總數       | 7    | 7    | 14   | 28   |

### 項目獎牌榜
| 項目              | 金牌 | 银牌 | 铜牌 |
| 男子團體 （詳細） | 印度尼西亚 · 法贾·阿尔弗兰 · 贝里·安格里亚万 · 穆罕默德·里安·阿利安托 · 乔纳坦·克里斯蒂 · 哈菲兹·费萨尔 · 哈迪安托 · 菲尔曼·阿卜杜勒·科利克 · 潘基·阿末·馬烏拉納 · 伊赫桑·毛拉纳·穆斯托法 · 穆罕默德·巴尤·庞吉斯图 · 伊迪·苏巴蒂亚 | 马来西亚 · 陳炳順 · 吳順發 · 吳世飛 · 努·伊祖丁 · 李梓嘉 · 林志咏 · 王耀新 · 宋浚洋 · 张御宇 · 伊斯干达·祖卡奈因·再努丁 | 泰国（THA） · 阿杜拉奇·南库 · 博丁·伊沙拉 · 德差蓬·保乌拉努科 · 坎塔蓬·旺差伦 · 科希特·佩尔帕达布 · 革德伦·吉丁努蓬 · 南塔卡恩·耶特派颂 · 尼迪蓬·潘普佩克 · 苏庞余·阿韦辛桑农 · 特拉武特·波提恩                                                  |
| 男子團體 （詳細） | 印度尼西亚 · 法贾·阿尔弗兰 · 贝里·安格里亚万 · 穆罕默德·里安·阿利安托 · 乔纳坦·克里斯蒂 · 哈菲兹·费萨尔 · 哈迪安托 · 菲尔曼·阿卜杜勒·科利克 · 潘基·阿末·馬烏拉納 · 伊赫桑·毛拉纳·穆斯托法 · 穆罕默德·巴尤·庞吉斯图 · 伊迪·苏巴蒂亚 | 马来西亚 · 陳炳順 · 吳順發 · 吳世飛 · 努·伊祖丁 · 李梓嘉 · 林志咏 · 王耀新 · 宋浚洋 · 张御宇 · 伊斯干达·祖卡奈因·再努丁 | 新加坡（SIN） · 丹尼·巴瓦·克里斯南塔 · 许永凯 · 亨德拉·维加亚 · 黃光良 · 李健良 · 骆建贤 · 駱建佑 · 陈伟 · 黄敬卫 · 苏世宣 |
| 女子團體 （詳細） | 泰国（THA） · 沙威丽·阿米达拜 · 帕达拉苏打·猜万 · 蓬帕威·磋楚翁 · 妮查恩·金达蓬 · 查南齐达·朱查仑 · 宗功攀·吉迪特拉恭 · 布桑兰·恩布鲁庞 · 拉温达·巴宗哉 · 普蒂塔·素帕猜恭 · 沙西丽·德拉达那猜                                      | 马来西亚（MAS） · 謝抒芽 · 謝宜茜 · 鄒美君 · 吳堇溦 · 何艷美 · 許嘉雯 · 賴潔敏 · 李明艷 · 李盈盈 · 溫可微               | 印度尼西亚（INA） · 阿普里亚尼·拉哈育 · 迪娜·迪亚·阿尤丝丁 · 菲特里亚尼 · 格罗里亚·埃马努埃莱·维德佳佳 · 格蕾戈丽亚·玛丽斯卡·东宗 · 格雷西娅·波利 · 哈娜·拉曼迪尼 · 尼·克图特·马哈德维·伊斯特拉尼 · 罗西尔塔·伊卡·普特里·萨里 · 谢拉·德维·奥莉亚 |
| 女子團體 （詳細） | 泰国（THA） · 沙威丽·阿米达拜 · 帕达拉苏打·猜万 · 蓬帕威·磋楚翁 · 妮查恩·金达蓬 · 查南齐达·朱查仑 · 宗功攀·吉迪特拉恭 · 布桑兰·恩布鲁庞 · 拉温达·巴宗哉 · 普蒂塔·素帕猜恭 · 沙西丽·德拉达那猜                                      | 马来西亚（MAS） · 謝抒芽 · 謝宜茜 · 鄒美君 · 吳堇溦 · 何艷美 · 許嘉雯 · 賴潔敏 · 李明艷 · 李盈盈 · 溫可微               | 新加坡（SIN） · 蔡惠珍 · Ker' Sara Koh · 梁晓宇 · Nur Insyirah Khan · 王俪颖 · 司徒嘉容 · 陈薇涵 · 黄嘉盈 · 杨佳敏 |
| 男子單打 （詳細） | 乔纳坦·克里斯蒂 | 科希特·佩尔帕达布 | 阮進明 |
| 男子單打 （詳細） | 乔纳坦·克里斯蒂 | 科希特·佩尔帕达布 | 伊赫桑·毛拉纳·穆斯托法 |
| 女子單打 （詳細） | 吳堇溦 | 謝抒芽 | 格蕾戈丽亚·玛丽斯卡·东宗 |
| 女子單打 （詳細） | 吳堇溦 | 謝抒芽 | 蓬帕威·磋楚翁 |
| 男子雙打 （詳細） | 革德倫·吉丁努蓬 德差蓬·保烏拉努科 | 王耀新 张御宇 | 博丁·伊沙拉 尼迪蓬·潘普佩克 |
| 男子雙打 （詳細） | 革德倫·吉丁努蓬 德差蓬·保烏拉努科 | 王耀新 张御宇 | 法賈·阿爾弗蘭 穆罕默德·里安·阿利安托 |
| 女子雙打 （詳細） | 宗功攀·吉迪特拉恭 拉温达·巴宗哉 | 普蒂塔·素帕猜恭 沙西丽·德拉达那猜                                                                                       | Thi Phuong Hong Dinh Thi Hoai Do |
| 女子雙打 （詳細） | 宗功攀·吉迪特拉恭 拉温达·巴宗哉 | 普蒂塔·素帕猜恭 沙西丽·德拉达那猜                                                                                       | 許嘉雯 溫可微 |
| 混合雙打 （詳細） | 德差蓬·保乌拉努科 沙西丽·德拉达那猜 | 吳順發 賴潔敏 | 陈炳顺 謝宜茜 |
| 混合雙打 （詳細） | 德差蓬·保乌拉努科 沙西丽·德拉达那猜 | 吳順發 賴潔敏 | 博丁·伊沙拉 沙威丽·阿米达拜 |

## 外部連結
- 赛程